# Medizinische Hochschule Brandenburg Theodor Fontane
Die Medizinische Hochschule Brandenburg Theodor Fontane (MHB) ist eine am 28. Oktober 2014 gegründete private Medizinische Universität mit vier Campus in verschiedenen Orten im Land Brandenburg. Die Standorte der Hochschule befinden sich in den drei Städten Bernau bei Berlin, Brandenburg an der Havel ▼ und Neuruppin ▼ und in der Gemeinde Rüdersdorf bei Berlin. Trägerin der Hochschule ist die Medizinische Hochschule Brandenburg CAMPUS GmbH mit Sitz in Neuruppin.

## Geschichte
Nachdem es nach der politischen Wende 1990 zur Neugründung des Bundeslandes Brandenburg gekommen war, wurde auch die bestehende Hochschullandschaft neu strukturiert. Da in der früheren preußischen Provinz Brandenburg Berlin die einzige Universitätsstadt war und über eine Medizinische Fakultät verfügte und in der DDR weder im Bezirk Potsdam, im Bezirk Frankfurt noch im Bezirk Cottbus eine Universität beziehungsweise Hochschulmedizin gegründet wurde, gab es 1990 keine derartige Einrichtung im Land. 1991 wurden in Brandenburg die Universität Potsdam, die Europa-Universität Viadrina und die Brandenburgische Technische Universität Cottbus aus der Taufe gehoben, doch in keiner dieser Hochschulen eine Medizinische Fakultät etabliert. Vielmehr war es erklärter Wunsch der Landesregierung, die im Verhältnis zu anderen Studiengängen sehr teure Ausbildung der Ärzte vom Land Berlin und seinen beiden Universitäten Humboldt-Universität und Freie Universität abdecken zu lassen. Zu diesem Zeitpunkt war auch eine zeitnahe Fusion der Länder Berlin und Brandenburg im Gespräch und einen Ärztemangel gab es nicht.
Trotz der sich im Laufe der Jahre verschärfenden Situation und des fortschreitenden Mangels an qualifizierten Medizinern wurde von Seiten des Landes keine Bereitschaft signalisiert, die Etablierung einer Medizinischen Fakultät oder Hochschule anzugehen. In dieser Situation entschlossen sich in Brandenburg 2012 Fachvertreter verschiedener Kliniken des Landes, die Gründung einer Medizinischen Hochschule anzustoßen. Hauptinitiatoren des Projektes waren die Ruppiner Kliniken in Neuruppin und das Städtische Klinikum in Brandenburg an der Havel. Im September desselben Jahres wurde ein Antrag auf staatliche Anerkennung der Medizinischen Hochschule Brandenburg Theodor Fontane und auf Genehmigung des Brandenburger Modellstudienganges Medizin beim Ministerium für Wissenschaft, Forschung und Kultur in Potsdam eingereicht. Als Studienstart der neuen Hochschule war zu diesem Zeitpunkt das Wintersemester 2013/2014 geplant.
Von Teilen der brandenburgischen Ärzteschaft wurde das Vorhaben einer Hochschulneugründung positiv aufgenommen. Dennoch war der geplante Start zum Wintersemester 2013/14 nicht realisierbar, da der Wissenschaftsrat Bedenken äußerte und die Überarbeitung des Konzepts der Hochschule forderte. Hauptkritikpunkte waren ein mangelnder Nachweis ausreichender Forschungsarbeit und Unklarheit über die Lehrausstattung. Im Zuge der Konzeptverbesserung konnten als Kooperationspartner die Universität Potsdam und die Brandenburgische Technische Universität Cottbus-Senftenberg, das Hasso-Plattner-Institut und das Deutsche Institut für Ernährungsforschung gewonnen werden. Schon im Vorfeld stand die Fachhochschule Brandenburg, seit 1. März 2016 Technische Hochschule Brandenburg, als Partnerhochschule fest. Als neuer Studienbeginn an der Medizinischen Hochschule wurde das Wintersemester 2014/15 terminiert. Am 8. Juli 2014 erhielt die Hochschule die staatliche Anerkennung durch die Landesregierung Brandenburg. Gründungsdatum der Hochschule war der 28. Oktober 2014. Zum Gründungsdekan wurde Dieter Nürnberg ernannt. Er bildete mit den Prodekanen Wilfried Pommerien und René Mantke während der Gründungsphase die dreiköpfige Hochschulleitung. Zum 1. September 2016 wurde Edmund Neugebauer neuer Dekan der MHB. Im Jahr 2020 sollen laut Zielvorgaben 490 Medizinstudenten eingeschrieben sein.
Der Lehrbetrieb wurde nach einem weiteren Verschieben um ein Halbjahr zum Sommersemester 2015 mit den Studiengängen Psychologie und Humanmedizin aufgenommen. 48 Studierende im Studiengang Medizin und 24 in Psychologie immatrikulierten sich in das erste Semester der Hochschule. Am 10. April fand in Neuruppin die feierliche Erstimmatrikulation in der ehemaligen Pfarrkirche St. Marien in Anwesenheit des Brandenburgischen Ministerpräsidenten Dietmar Woidke statt.
Mit Wirkung vom 1. Januar 2019 trat die Kooperationsvereinbarung mit dem Land Brandenburg über die seit 2017 vorbereitete Fakultät für Gesundheitswissenschaften als gemeinsamer Fakultät der Universität Potsdam, der Brandenburgischen Technischen Universität Cottbus-Senftenberg und der Medizinischen Hochschule Brandenburg Theodor Fontane in Kraft. Dies erforderte eine Neustrukturierung der Medizinischen Hochschule Brandenburg. Da diese nun nicht mehr aus nur einer Fakultät besteht, wurde ein Präsidium als übergeordnete Leitungsebene eingeführt, die durch einen Senat kontrolliert wird. Indem Edmund Neugebauer zum Hochschulpräsidenten ernannt wurde, wurde die Position des Dekans vakant. Am 21. März und 1. April 2019 wurden Peter Markus Deckert zum Dekan der Medizinischen Fakultät, Karsten-Henrich Weylandt zum Prodekan für Forschung und Wissenschaft und Thomas Stamm zum Prodekan für Studium und Lehre gewählt.
Im August 2021 wurden in Brandenburg an der Havel im Kloster St. Pauli die ersten 36 ausgebildeten Ärzte durch Ministerpräsident Dietmar Woidke feierlich exmatrikuliert.

## Träger
Trägergesellschaft der Hochschule ist die Medizinische Hochschule Campus GmbH. Die Beteiligungen an dieser verteilen sich seit der Gründung der Hochschule wie folgt: 33,33 Prozent halten jeweils die kommunale Städtisches Klinikum Brandenburg GmbH in Brandenburg an der Havel und die kommunale Ruppiner Kliniken GmbH in Neuruppin. Das letzte Drittel verteilt sich auf die Immanuel Albertinen Diakonie GmbH (11,12 Prozent) in Berlin mit der Immanuel Klinik Rüdersdorf und dem Immanuel Klinikum Bernau Herzzentrum Brandenburg, die Sparkasse Ostprignitz-Ruppin (11,11 Prozent) und die Stadtwerke Neuruppin GmbH (11,11 Prozent). Die Immanuel Diakonie ist Tochter der Baptisten Schöneberg, Evangelisch-Freikirchliche Gemeinde Berlin-Schöneberg, einer Körperschaft des öffentlichen Rechts. Die Sparkasse Ostprignitz-Ruppin und die Stadtwerke Neuruppin sind ebenfalls in kommunalem Besitz.

## Studium

### Fächer
Zum Sommersemester 2015 wurde der Lehrbetrieb an der Medizinischen Hochschule Brandenburg Theodor Fontane mit den Studiengängen Humanmedizin und Psychologie aufgenommen. Zu erreichende Studienabschlüsse sind im Studiengang Humanmedizin das Staatsexamen und in der Psychologie der Bachelor of Science. Seit Wintersemester 2016/17 ist auch das Studium im Masterstudiengang Klinische Psychologie und Psychotherapie (Master of Science) möglich.
Das Humanmedizinstudium wird als sogenannter Brandenburger Modellstudiengang Medizin angeboten. In diesem wird an der MHB die Trennung zwischen der Vorklinik und dem klinischen Studienabschnitt aufgehoben. Das Physikum entfällt. Der Modellstudiengang ist auf das Arbeiten in kleinen Lerngruppen nach dem Prinzip des Problemorientierten Lernens ausgerichtet. Ab dem ersten Semester gibt es Praxistage in einer Lehrpraxis sowie Praktika in Krankenhäusern. Im Unterrichtsformat TRIK (Teamarbeit, Reflexion, Interaktion, Kommunikation) reflektieren Studierende in der Praxis Erlebtes unter Supervision.

### Ausbildungsstandorte

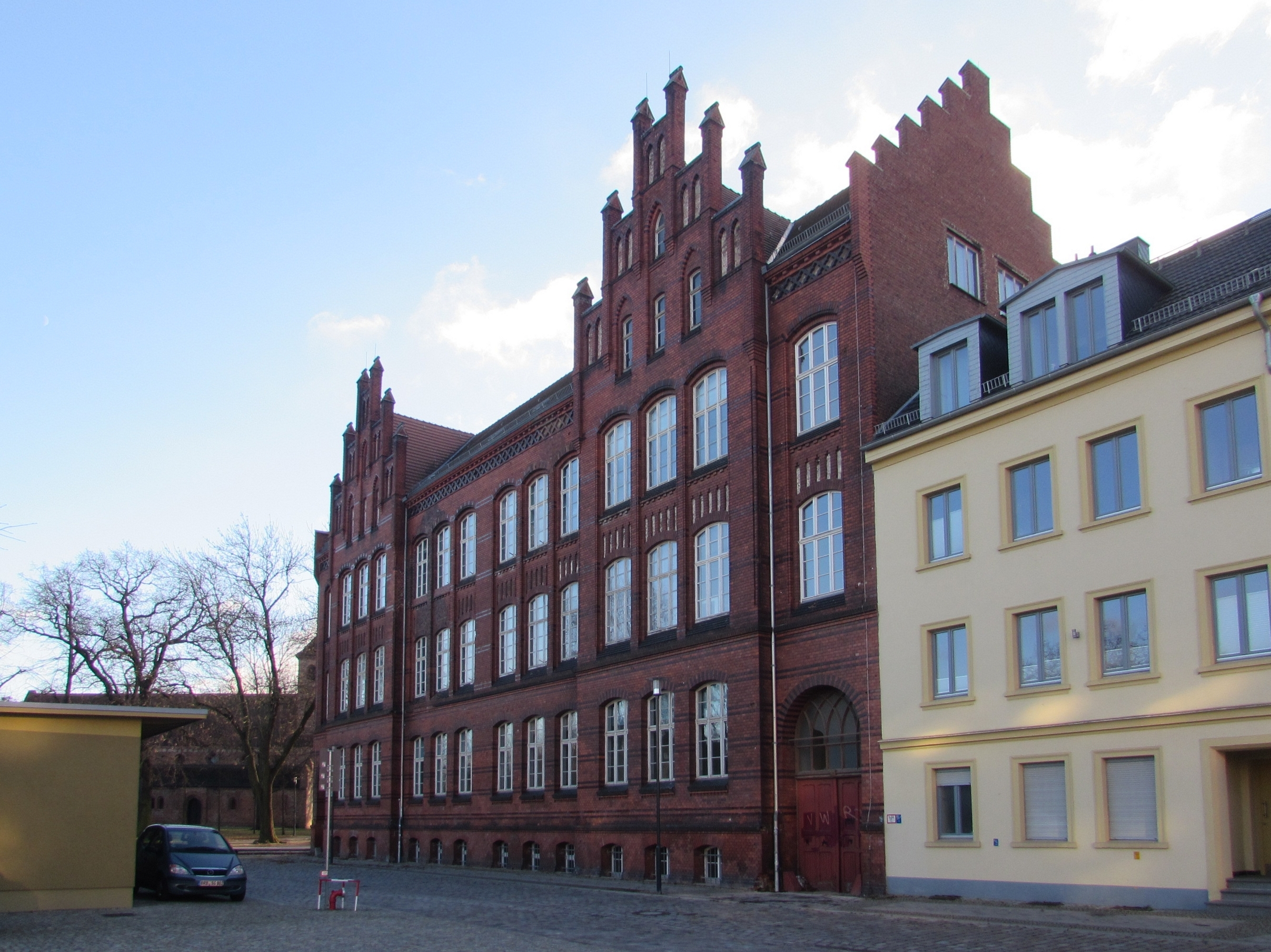
Seminar- und Vorlesungsgebäude am Nicolaiplatz 19 in Brandenburg

Die theoretische Ausbildung in der Humanmedizin ist zwischen den Hochschulorten Neuruppin und Brandenburg an der Havel aufgeteilt. Die vorklinische Ausbildung in den Grundlagenfächern wie beispielsweise Physiologie, Biochemie und Anatomie findet vorrangig auf dem Campus Neuruppin statt. Der größte Teil der Ausbildung in den einzelnen klinischen Fächern wie beispielsweise Chirurgie und Innere Medizin soll im Anschluss am Campus Brandenburg an der Havel vermittelt werden. Theoretischer Unterricht in Form von Vorlesungen und Seminaren findet in Brandenburg unter anderem in einem denkmalgeschützten ehemaligen Schulgebäude, einem roten Backsteinbau im Stil des Historismus am Nicolaiplatz in Nähe zum Universitätsklinikum Brandenburg an der Havel statt. Praktika, einschließlich des im Medizinstudium vorgesehenen Pflegepraktikums, der Blockpraktika und des Praktischen Jahres, werden an den drei Hochschulkrankenhäusern und an unterschiedlichen Partnerkliniken abgeleistet. Ferner kooperieren landesweit über 20 Kliniken und 100 Lehrpraxen mit der Hochschule im Rahmen des Praxistages und des Wissenschaftssemesters. Das Studienfach Psychologie wird vorrangig am Standort Neuruppin unterrichtet.

### Kosten
Die vom Studierenden aufzubringenden Kosten für das sechsjährige Medizinstudium belaufen sich auf 118.000 Euro, für das dreijährige Bachelorstudium Psychologie fallen 24.660 Euro an. Die Kosten für den sich anschließenden Masterstudiengang Klinische Psychologie und Psychotherapie belaufen sich auf 16.440 Euro. Verpflichten sich Humanmediziner ihre Weiterbildung zum Facharzt an einem der Partnerkrankenhäuser abzuleisten, wird ein erheblicher Teil der Kosten, bis zu 80.000 Euro, erlassen.
Über 20 kooperierende Krankenhäuser aus Brandenburg und Sachsen-Anhalt vergeben aktuell pro Jahrgang rund 30 Stipendien für Medizinstudierende der MHB. Die anfallenden Kosten können Studierende der Medizin bis zu einer Höhe von 45.000 Euro auch über ein nachgelagertes Beitragsmodell, also der Rückzahlung nach Studienabschluss, dem sogenannten Umgekehrten Generationenvertrag (UGV), finanzieren. Die Studiengebühren in den psychologischen Studienfächern können vollständig über nachgelagerte, sich am späteren Einkommen orientierende Beiträge finanziert werden.

## Krankenhäuser

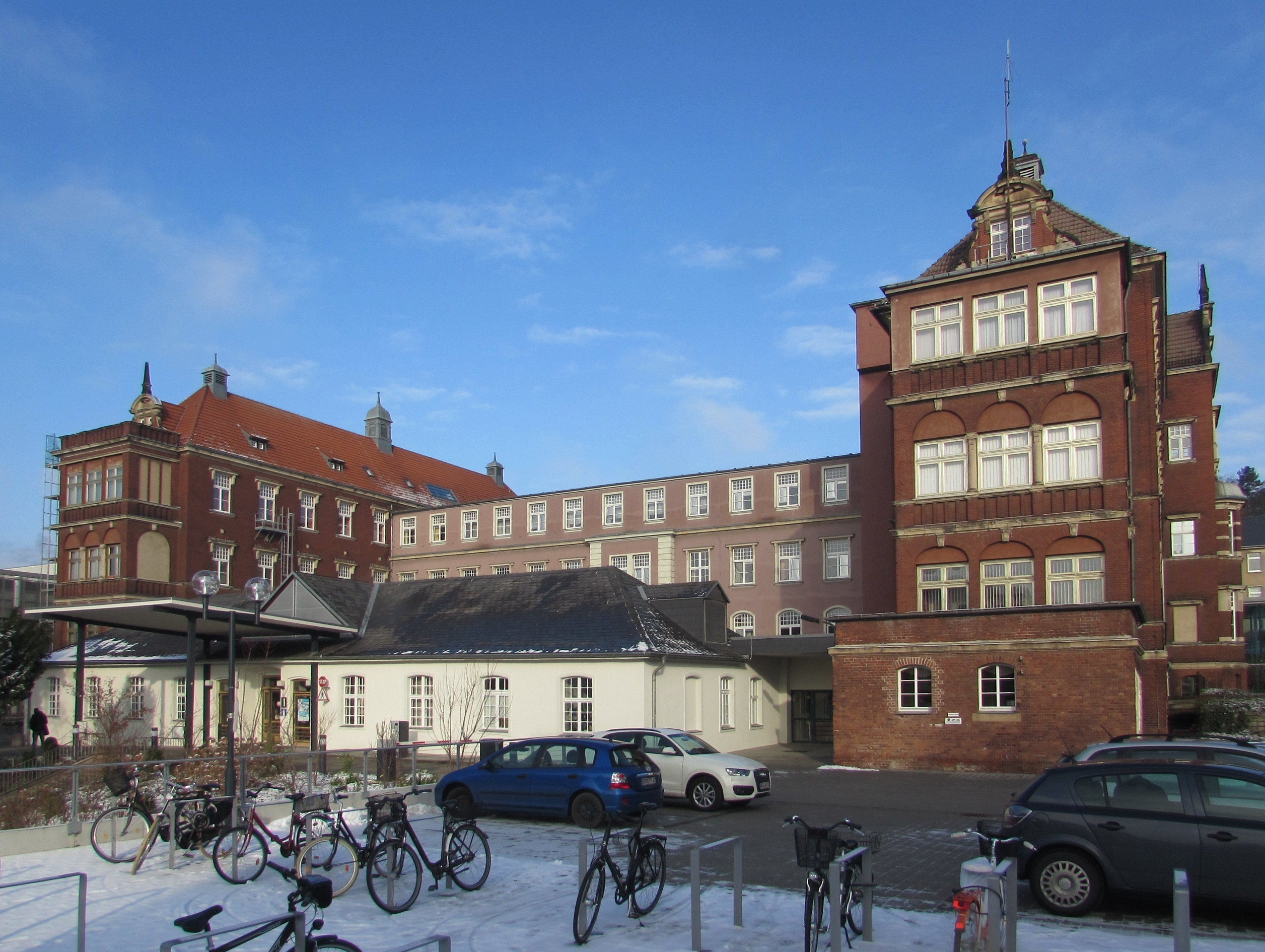
Hauptgebäude des Universitätsklinikums Brandenburg an der Havel

Das Universitätsklinikum Brandenburg an der Havel ist als Krankenhaus der Schwerpunktversorgung das größte Klinikum im westlichen Land Brandenburg. Es wurde 1901 eröffnet. Nach einer deutlichen Reduzierung verfügt es 2014 über fast 500 Planbetten. In den 1980er Jahren waren es über 1000. Jährlich werden fast 25.000 Patienten stationär betreut. Vor der Gründung der Hochschule war es bereits akademisches Lehrkrankenhaus der Charité.

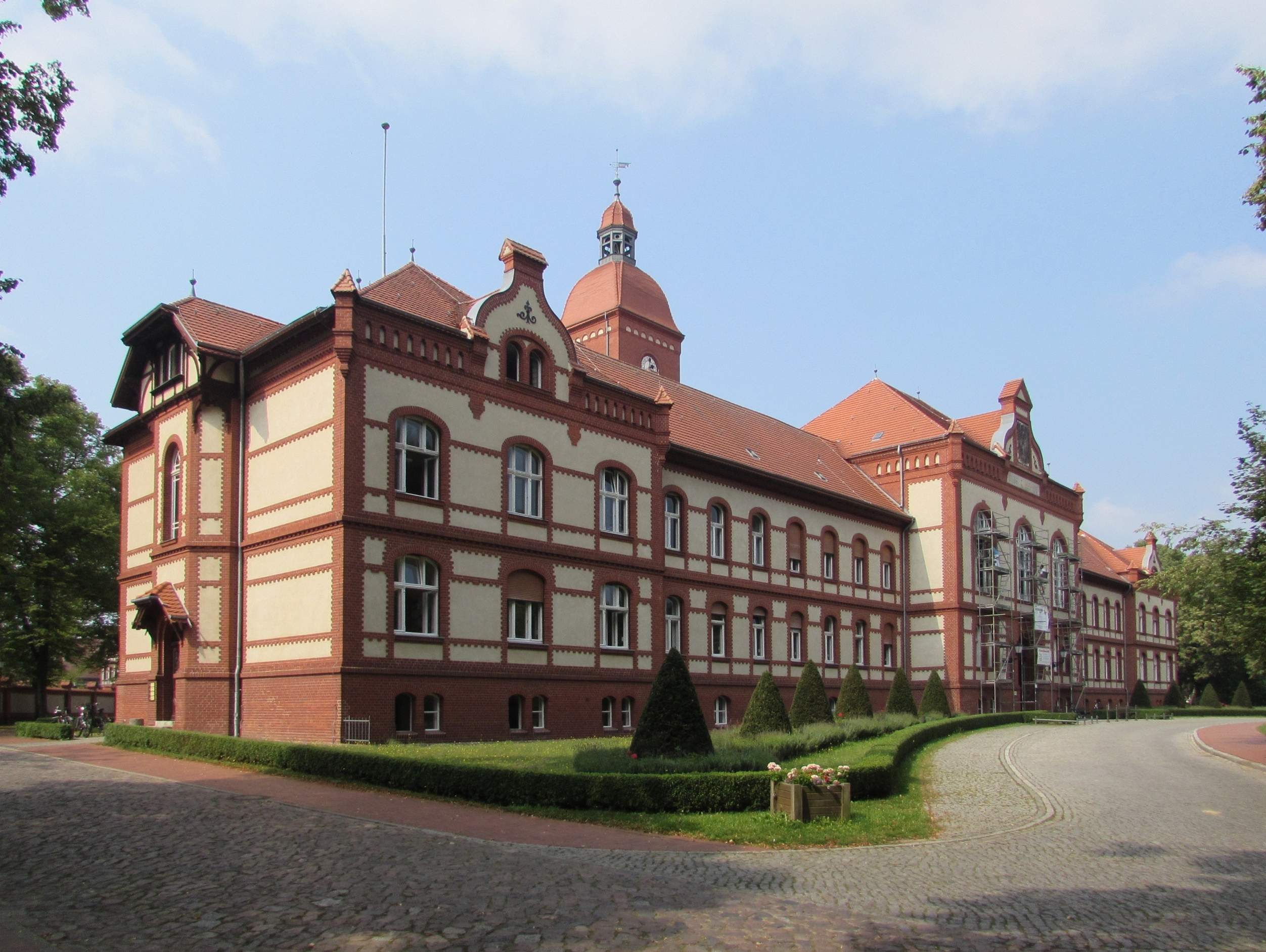
Hauptgebäude der Ruppiner Kliniken in Neuruppin

Die Ruppiner Kliniken als größte Klinik im nordwestlichen Brandenburg verfügen über mehr als 800 Krankenhausbetten. Jährlich werden zwischen 25.000 und 26.000 Patienten stationär versorgt. 1893 wurden die ersten Gebäude errichtet, 1896 das Hauptgebäude fertiggestellt. Die Klinik war zunächst eine psychiatrische und neurologische Einrichtung, in der ab 1897 etwa 1000 Patienten betreut wurden. Die Ruppiner Kliniken waren ebenso bereits zuvor Lehrkrankenhaus der Charité.
Weiterer Träger der Medizinischen Hochschule ist die Immanuel Albertinen Diakonie mit den Hochschulkliniken Immanuel Klinikum Bernau Herzzentrum Brandenburg in Bernau bei Berlin und Immanuel Klinik Rüdersdorf in Rüdersdorf bei Berlin.
Neben den vier Universitätskliniken kooperiert die MHB mit mehreren Lehrkrankenhäusern in den Ländern Brandenburg und Sachsen-Anhalt. Diese beteiligen sich an der praktischen Ausbildung der Studenten und an der Finanzierung von Studiendarlehen. Kooperierende Lehrkrankenhäuser in Brandenburg sind die Immanuel Klinik Rüdersdorf der Immanuel Diakonie GmbH, das DRK-Krankenhaus Luckenwalde, das Elbe-Elster-Klinikum mit dem Krankenhaus Elsterwerda, dem Krankenhaus Finsterwalde und dem Krankenhaus Herzberg, das Evangelische Diakonissenhaus Berlin Teltow Lehnin mit dem Evangelischen Krankenhaus Luckau und dem Evangelischen Krankenhaus Ludwigsfede-Teltow, das Helios Klinikum Bad Saarow, das Johanniter-Krankenhaus im Fläming Treuenbrietzen, das Klinikum Niederlausitz mit der Klinik Senftenberg und der Klinik Lauchhammer, das Krankenhaus Märkisch-Oderland mit dem Krankenhaus Wriezen und dem Krankenhaus Strausberg, das Kreiskrankenhaus Prignitz in Perleberg, die Median Klinik Grünheide, die Oberhavel Klinik Gransee und die Salusklinik Lindow. Mit dem Städtischen Klinikum Dessau und den beiden Altmark Kliniken in Gardelegen und Salzwedel gehören seit 2016 auch Krankenhäuser aus Sachsen-Anhalt zu den kooperierenden Kliniken der MHB.

## Fakultäten
Seit 2019 ist die Medizinische Hochschule Brandenburg Theodor Fontane in Fakultäten gegliedert, die Medizinische Fakultät und die Fakultät für Gesundheitswissenschaften.

### Medizinische Fakultät
Die Medizinische Fakultät ist die Gründungsfakultät der Hochschule. Sie fasst die vor 2019 bestehenden Strukturen der Medizinischen Hochschule zusammen und wird von einem Dekan und zwei Prodekanen geleitet. Peter Markus Deckert ist einer der Gründungsprofessoren der Medizinischen Hochschule und seit März 2019 Dekan der Medizinischen Fakultät. Prodekane sind Karsten-Henrich Weylandt, Chefarzt der Medizinischen Klinik B mit dem Schwerpunkt Gastroenterologie der Ruppiner Kliniken und Professor für Innere Medizin mit dem Schwerpunkt Gastroenterologie, und Thomas Stamm, Professor für Klinische Psychiatrie und Psychotherapie an den Ruppiner Kliniken.

### Fakultät für Gesundheitswissenschaften
Die 2019 neu gebildete Fakultät für Gesundheitswissenschaften wird gemeinsam mit der Universität Potsdam und der Brandenburgischen Technischen Universität Cottbus-Senftenberg unterhalten. Sie wird von einem Dekan und drei Prodekanen geleitet. Joachim Wolfram Dudenhausen ist Dekan und Gründungsbeauftragter der Fakultät für Gesundheitswissenschaften. Prodekane sind Ursula Anderer von der Brandenburgischen Technischen Universität Cottbus-Senftenberg, Frank Mayer von der Universität Potsdam und René Mantke, Chefarzt der Klinik für Allgemein- und Viszeralchirurgie des Städtischen Klinikums Brandenburg an der Havel und war Gründungsprodekan für Forschung und Wissenschaft an der Medizinischen Hochschule Brandenburg.

## Hochschullehrer

### Leitung
Die Universität wird von einem Präsidium und einer personengleichen Geschäftsführung geleitet. Edmund Neugebauer war von 1. Januar 2019 bis Ende August 2021 Präsident und Geschäftsführer der Medizinischen Hochschule Brandenburg. Zuvor war er seit dem 1. September 2016 Dekan. Er ist Inhaber des Lehrstuhls für Chirurgische Forschung und Leiter des Instituts für Forschung in der Operativen Medizin (IFOM) an der Medizinischen Fakultät der Universität Witten/Herdecke, Campus Köln-Merheim. Seit 1. September 2021 ist Hans-Uwe Simon neuer Präsident und Geschäftsführer der MHB.

### Weitere Lehrer
Dieter Nürnberg war Chefarzt der Medizinischen Klinik B mit dem Schwerpunkt Gastroenterologie an den Ruppiner Kliniken und Gründungsdekan der Hochschule. Zuvor war er bereits Hochschullehrer an der Universität Rostock. Wilfried Pommerien war Chefarzt der Abteilung Gastroenterologie/Diabetologie des Zentrums für Innere Medizin II des Städtischen Klinikums Brandenburg und war Ärztlicher Direktor des Krankenhauses. Vom 28. Oktober 2014 bis zum 31. Januar 2017 war Pommerien Prodekan für Studium und Lehre an der Medizinischen Hochschule Brandenburg. An der Seite des Dekans Dieter Nürnberg und des Prodekans René Mantke war er Teil der dreiköpfigen Gründungs-Hochschulleitung. Gerhard Danzer ist Chefarzt der Klinik für Psychosomatik an den Ruppiner Kliniken in Neuruppin und war ab April 2017 Prodekan für Studium und Lehre der Medizinischen Hochschule Brandenburg. Vom 1. Januar bis 21. April 2019 war er zudem kommissarischer Dekan.
Weitere bekannte Lehrer sind in der Liste bekannter Persönlichkeiten der Medizinischen Hochschule Brandenburg aufgeführt.